# Holstentor
La porte de Holstein (en allemand : Holstentor, nom propre du genre neutre) est, avec le Burgtor l'une des deux portes de ville subsistantes des fortifications médiévales de la ville de Lübeck, en Allemagne. Elle est aujourd'hui, avec son architecture de la fin de la période gothique, le symbole de la ville.

## Description
Le Holstentor est composé de deux tours — la tour sud et la tour nord — et d'un bâtiment central. Il comporte quatre étages, le rez-de-chaussée s'interrompant au centre pour laisser place au passage routier. La façade dirigée vers l'ouest (vers l'extérieur de la ville) est surnommée Feldseite (« façade vers la campagne »), celle donnant sur la ville, Stadtseite (« façade vers la ville »).
Les deux tours et le bâtiment central vus de la ville semblent avoir une unité. Côté campagne, ces parties apparaissent clairement distinctes. Les deux tours s'avancent de 3,5 m en demi-cercle devant le bâtiment central. Chaque tour est coiffée d'un toit conique et le bâtiment central est surmonté d'un pignon.

### La porte et les inscriptions
Le passage était autrefois pourvu de deux battants de porte côté extérieur, qui n'ont pas été conservés. Une herse a été installée en 1934, et ne correspond pas aux installations défensives d'origine. À la place se trouvait jadis une herse « en orgue » dont les perches de fer pouvaient être descendues une par une, et non pas toutes en même temps. Il était ainsi possible d'abaisser tous les barreaux à l'exception d'un ou deux, afin de permettre aux habitants de rentrer chez eux.

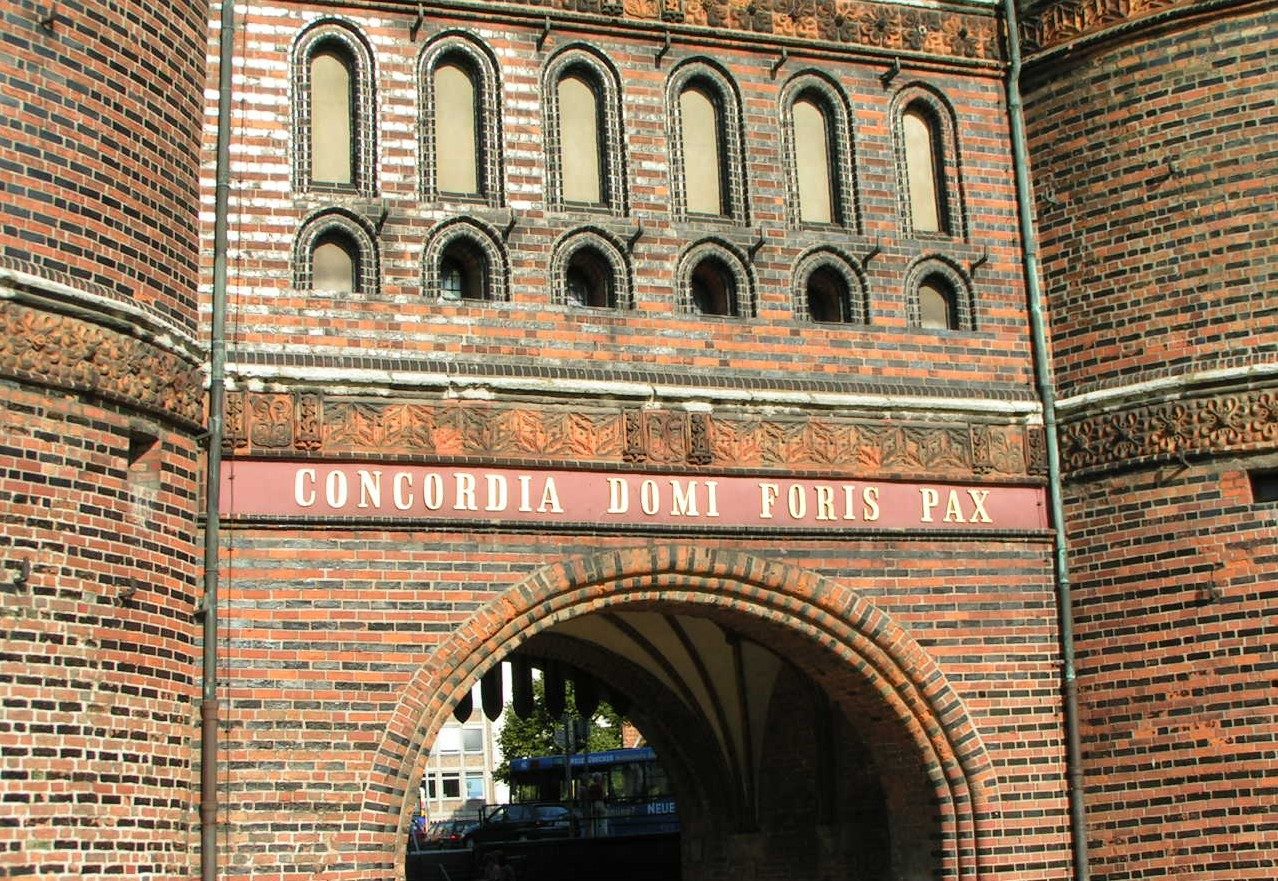
Inscription sur le Holstentor côté extérieur

Côté ville, on peut lire l'inscription S.P.Q.L. encadrée des dates 1477 et 1871. La première était la date présumée de la construction de la porte (la date exacte est 1478), la deuxième est aussi bien la date de la restauration que celle de la fondation de l'Empire allemand. Cette inscription a pour modèle le S.P.Q.R. romain (en latin Senatus Populusque Romanus — "le Sénat et le peuple romain") et devait correspondre à Senatus Populusque Lubecensis. Elle a été apposée en 1871. Auparavant, il n'y avait aucune épigraphe à cette place. Une inscription aurait eu de plus peu de sens, puisque la vue sur les parties basses du Holstentor depuis la ville était gênée par de hauts murs.
Une autre inscription se trouve sur la façade côté campagne. On lit Concordia domi foris pax ("Harmonie à l'intérieur, paix à l'extérieur"). Cette épigraphe date également de 1871. C'est une forme abrégée de l'inscription qui figurait sur le Vortor (porte extérieure, non conservée), Concordia domi et foris pax sane res est omnium pulcherrima ("Harmonie à l'intérieur et paix à l'extérieur sont précisément le mieux pour tous", voir Holstentor extérieur).

### Les fortifications de la façade externe
Naturellement, les façades côté champs et côté ville ont été conçues différemment. Alors que la façade côté ville est ornée de fenêtres, un tel équipement pour la façade côté campagne n'aurait pas été pertinent en situation de combat. C'est pourquoi cette façade présente seulement des petites fenêtres, et en petit nombre. De plus, les murs sont percés de meurtrières. L'épaisseur des murs est aussi renforcée côté extérieur : 3,5 m. Côté ville, ils ont moins d'1 m d'épaisseur. La construction peut aussi avoir été pensée pour une éventuelle destruction de la porte par le côté ville, de sorte qu'elle ne puisse pas tomber aux mains d'un ennemi qui s'en servirait comme bastion.
La façade côté extérieur présente des meurtrières, ainsi que des ouvertures de chambres à canon. Dans chaque tour, on trouvait au rez-de-chaussée, au premier et au deuxième étages trois chambres à canon. Au rez-de-chaussée, comme le bâtiment s'est enfoncé dans le sol au fil des siècles, elles se sont retrouvées à 0,5 m au-dessous du niveau du sol, et encore au-dessous du nouveau plancher. Au premier étage, en plus des chambres mentionnées, deux meurtrières pour des canons plus petits sont situées au-dessus et entre les trois chambres à canons. Il y a également des ouvertures plus petites au troisième étage, meurtrières spéciales pour des armes à feu, permettant de viser devant et en bas.
Le bâtiment central n'a pas de meurtrières. Les fenêtres au-dessus du passage servaient à arroser un envahisseur ennemi avec de la poix ou de l'eau bouillante.

### Les ornements
Les ornements remarquables sont les deux bandes en terre cuite, qui font le tour du bâtiment. Elles se composent de dalles particulières, pour la plupart de forme carrée de 0,55 m de côté. Sur ces carreaux, on peut voir trois ornements différents : un arrangement de quatre fleurs de lys héraldiques, une grille symétrique et une représentation de quatre feuilles de chardon. On ne peut distinguer aucun ordre hiérarchique entre ces trois symboles qui reviennent régulièrement, mais une dalle façonnée différemment est intercalée tous les huit carreaux. Celle-ci a la forme d'un blason et porte soit l'aigle des armoiries de Lübeck, soit un arbre stylisé. Ces blasons sont encadrés par deux figurines qui les soutiennent.
Les bandes en terre cuite ont été remplacées pendant la restauration de 1865 à 1870. Seules trois des dalles d'origine ont été conservées dans le musée. Les nouveaux carreaux donnent une image approximative des motifs d'autrefois, car beaucoup de liberté a été prise pendant la restauration. C'est ainsi que l'aigle des armoiries de Lübeck ne ressemble pas exactement au motif d'origine.
Le pignon a été également refaçonné non conformément à l'original lors de la restauration, mais ici les restaurateurs n'y sont pour rien, car au XIXe siècle le pignon avait depuis longtemps disparu, et ses anciennes représentations artistiques étaient alors inconnues. Une vieille représentation sur un retable du cloître de Lübeck montre un Holstentor avec un pignon à cinq petites tours, mais étant donné que dans cette image, le Holstentor se trouve dans un paysage fantastique, entouré de forêts et de montagnes, la crédibilité de cette représentation est controversée. Aujourd'hui, le pignon a trois petites tours, que l'on ne peut voir que côté ville.

### L'intérieur
Les pièces intérieures des tours sont construites de façon similaire. Le rez-de-chaussée et le premier étage ont de hauts plafonds, alors que les étages du dessus sont nettement plus bas. Entre chaque tour et le bâtiment central se trouve un étroit escalier en colimaçon. À chaque étage, un couloir relie la pièce du bâtiment central avec les pièces des tours situées au même niveau. De nos jours, dans la tour Nord, le plafond du deuxième étage a été enlevé, de telle sorte que les deuxième et troisième étages forment une seule pièce. Cette transformation a été entreprise en 1934, et ne correspond pas aux aménagements d'origine.
Devant les meurtrières se trouvent les chambres à canon. Au deuxième étage, on trouve encore des canons dans ces chambres, mais ils ont été installés ultérieurement et ne sont donc pas d'origine. Au-dessus des chambres à canon se trouvent des pics, auxquels étaient reliés les canons par des chaînes, pour amortir le recul. On ne pouvait accéder aux chambres à canon supérieures du premier étage que par des échelles.

## Histoire
Au fil des siècles, la riche et aisée ville hanséatique de Lübeck a jugé utile de se protéger des menaces venues de l'extérieur par des murs toujours plus épais et des fortifications toujours plus importantes. À cet effet, trois portes permettaient l'entrée dans la ville : le Burgtor au nord, le Mühlentor au sud, et le Holstentor à l'ouest. La ville était protégée à l'est par des pierrailles accumulées ; là se trouvait la porte moins militarisée du Hüxtertor.
Ces portes de villes n'étaient au début que de simples portes et ont été par la suite renforcées, de telle sorte que chacune d'entre elles comportait finalement une porte extérieure, une porte intermédiaire, et une porte intérieure. De nos jours, seuls subsistent des fragments de ces portes. Ce qu'on appelle aujourd'hui Burgtor est l'ancien Burgtor intérieur, les portes intermédiaire et extérieure n'existant plus. Les trois Mühlentor ont complètement disparu. Ce qu'on appelle aujourd'hui Holstentor est l'ancien Holstentor intermédiaire ; à côté on trouvait un Holstentor intérieur (encore plus ancien), un Holstentor extérieur, et une quatrième porte, nommée deuxième Holstentor extérieur. L'histoire du Holstentor est par conséquent plutôt l'histoire de quatre portes alignées les unes derrière les autres, même si seule l'une d'entre elles subsiste encore.
Naturellement, les dénominations d'une seule porte changent avec l'apparition et la disparition des autres composantes. Le Holstentor intermédiaire était autrefois une porte extérieure, avant que deux autres portes n'aient été érigées au-delà. Aujourd'hui encore on rencontre une certaine confusion entre les noms quand on adopte un point de vue historique. Ci-après sont décrites les quatre portes et leur histoire.

### Le Holstentor intérieur

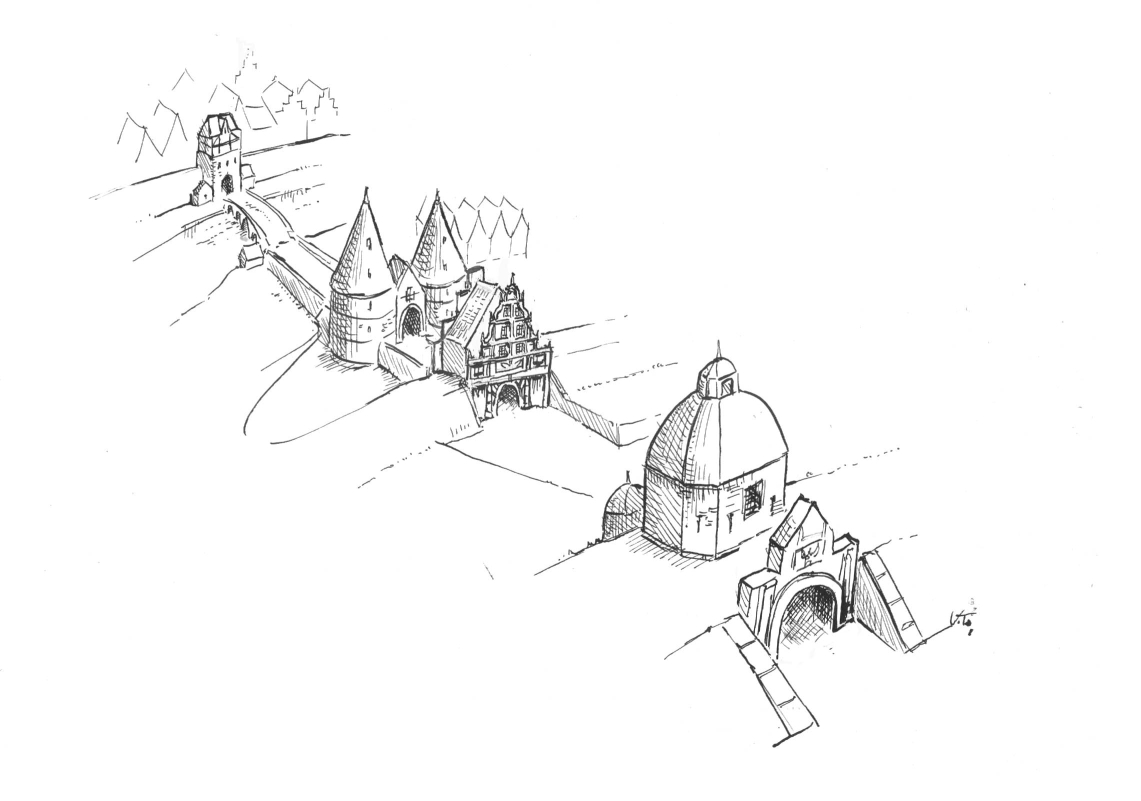
Le Holstentor vers 1700. Le dessin montre les quatre Holstentor tels qu'ils étaient vers 1700. Au tout premier plan, on peut voir le deuxième Holstentor extérieur, suivi des Holstentor extérieur et intermédiaire. Derrière le pont se trouve le Holstentor intérieur (sur cette image, la tour à colombages, qui a remplacé la porte d'origine au XVIIe siècle).

Le plus ancien des Holstentor, dénommé Inneres Holstentor (Holstentor intérieur) veillait directement sur la rive de la Trave. Depuis la ville, on devait passer par cette porte pour accéder au pont Holstenbrücke qui franchissait le fleuve. On ne sait pas quand une porte a été érigée ici pour la première fois. La Holstenbrücke est mentionnée pour la première fois en 1216 dans un acte de donation du roi danois. Il est vraisemblable qu'il y avait déjà en ce temps une porte et un mur le long de la Trave. L'appellation Holstenbrücke (et Holstentor) vient simplement du fait que la sortie ouest de la ville pointait vers la région de Holstein.
Des documents indiquent qu'en 1376, le pont et la porte ont été rénovés. L'apparence de la porte alors érigée nous a été transmis par une gravure sur bois de l'artiste Elias Diebel. Il s'agissait d'une tour rectangulaire avec une galerie en bois sur la partie supérieure.
À un moment inconnu du XVIIe siècle, le Holstentor intérieur a été remplacé par une simple tour à colombages, plus petite. Peut-être ne voyait-on plus l'intérêt, avec les solides fortifications extérieures construites entre-temps, d'avoir une porte intérieure importante. Le Holstentor intérieur était relié avec la maison du douanier, qui surveillait l'accès à la ville.
La tour à colombages a été remplacée en 1794 par une simple porte de grille ; celle-ci a été démolie en 1828, en même temps que la maison du douanier et le mur de ville le long de la Trave.
Il est probable qu'il y avait également auparavant une autre porte sur la rive opposée de la Trave. Si elle a existé, elle a été démolie aux alentours de la construction du Holstentor intermédiaire.

### Le Holstentor intermédiaire
Au XVe siècle, les aménagements en portes n'ont plus été jugés suffisants. La diffusion des armes à feu et des canons rendait nécessaires des fortifications plus solides. On a donc décidé de construire une porte supplémentaire : le Holstentor extérieur, plus tard connu sous le nom de Mittleres Holstentor (Holstentor intermédiaire), et maintenant dénommée seulement Holstentor. La construction débute en 1464, sous la direction de l'architecte principal de la ville, Hinrich Helmstede ; la porte est achevée en 1478. Elle a été érigée sur une butte spécialement aménagée, haute de 7 m. Déjà pendant la construction, ce support se révélait instable. La tour sud s'affaissait dans le sol marécageux, de sorte que l'on a essayé déjà en continuant la construction de parvenir à un équilibre propre à compenser l'inclinaison.
Le Holstentor intermédiaire est celui qui subsiste aujourd'hui ; pour la suite de l'histoire du Holstentor intermédiaire, voir le paragraphe Démolitions et Restaurations.

### Le Holstentor extérieur

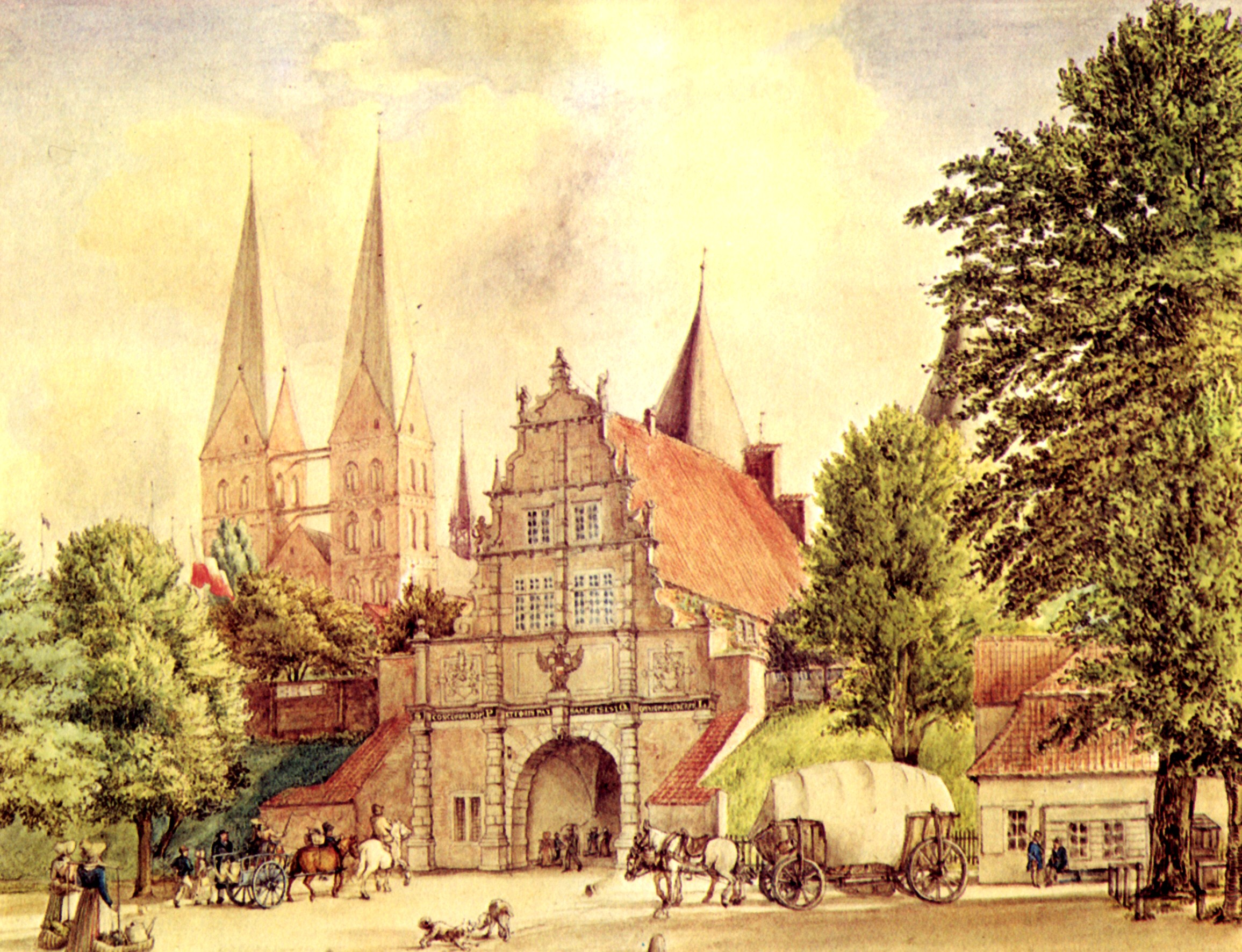
Le Holstentor extérieur en 1850

Le troisième des Holstentor, dénommé Äußeres Holstentor (Holstentor extérieur) était également connu sous les noms de Renaissancetor (porte de la Renaissance) ou Vortor (porte avancée). Elle a été érigée au XVIe siècle, quand on a dressé un rempart à l'ouest du Holstentor intermédiaire, et découpé une nouvelle porte dans celui-ci. Le Holstentor extérieur a été achevé en 1585. Son entrée est n'était éloignée que de 20 m du Holstentor intermédiaire, de sorte que la nouvelle porte lui masquait la vue. Entre les deux portes se trouvait une enceinte entourée de murs.
Comparé au Holstentor intermédiaire, qui lui était antérieur de plus d'un siècle, le Vortor était moins spectaculaire, mais pourtant abondamment décoré sur la façade côté extérieur. La façade côté ville était en revanche simple. En tant que première des portes, le Holstentor extérieur portait une inscription. Elle annonçait côté ville : Pulchra res est pax foris et domi concordia - MDLXXXV ("Belles sont la paix à l'extérieur et l'harmonie à l'intérieur - 1585"). Elle a été plus tard transférée côté extérieur et légèrement modifiée (Concordia domi et foris pax sane res est omnium pulcherrima, "Harmonie à l'intérieur et paix à l'extérieur sont précisément le mieux pour tous"). La porte était reliée à l'habitation du maître des remparts, qui s'occupait des fortifications.
L'architecte du Renaissancetor était probablement l'architecte principal de la ville, Hermann von Rode, qui s'est inspiré pour la façade d'exemples néerlandais. On peut par exemple la mettre en parallèle avec la Nieuwe Oosterpoort de Hoorn. La porte a existé pendant environ 250 ans, pour finir finalement victime du chemin de fer : elle a été démolie en 1853 pour faire place à la première gare de Lübeck et aux voies ferrées. Aujourd'hui, cette gare n'existe plus ; la gare principale actuelle se trouve environ 500 mètres plus à l'ouest.

### Le deuxième Holstentor extérieur
Au début du XVIIe siècle, de nouveaux remparts ont été construits sous le contrôle du maître des fortifications Johann von Brüssel. Dans le cadre de ces constructions, un quatrième Holstentor, nommé Zweites äußeres Holstentor (deuxième Holstentor extérieur), a été érigé en 1621. Il était totalement inclus dans les hauts remparts et couronné d'une tour octogonale. Les arcades de la porte portaient les inscriptions Si deus pro nobis, quis contra nos ("Si Dieu est avec nous, qui donc peut être contre nous ?", côté ville) et Sub alis altissimi ("Sous la protection du Suprême", côté champs). La dernière à naître des quatre portes fut aussi la première à disparaître, en 1808.

## Démolitions et restaurations
À l'époque de l'industrialisation, les fortifications n'étaient vues que comme des obstacles gênants. En 1808, le deuxième Holstentor extérieur, en 1828 le Holstentor intérieur, et en 1853 le Holstentor extérieur furent démolis. Il ne s'agissait alors plus que d'une question de temps, avant que le Holstentor intermédiaire, la seule des quatre portes restante, ne soit détruit. De fait, en 1855 une pétition des citoyens de Lübeck fut présentée devant le Sénat afin de se débarrasser finalement de la porte restante, car une extension des installations ferroviaires était envisagée. 683 signatures soutenaient cette pétition. Mais il y avait également à cette époque des citoyens opposés à la destruction du vieux bâtiment.
La querelle au sujet de la démolition a traîné en longueur. Ce n'est qu'en 1863 que l'on parvint à la décision, avec seulement une voix de plus que la majorité au conseil municipal de Lübeck, de ne pas détruire le bâtiment et, au contraire, de le restaurer complètement.
Entre-temps, la porte était tombée dans un très mauvais état, car elle s'enfonçait chaque année de quelques centimètres dans le sol. Les meurtrières les plus basses s'étaient retrouvées 50 centimètres au-dessous du niveau du sol, et l'inclinaison de la porte en entier prenait une ampleur dangereuse. La statique du bâtiment s'était transformée de manière spectaculaire, de sorte que l'on craignait un effondrement. Le Holstentor fut restauré de fond en comble jusqu'en 1871.

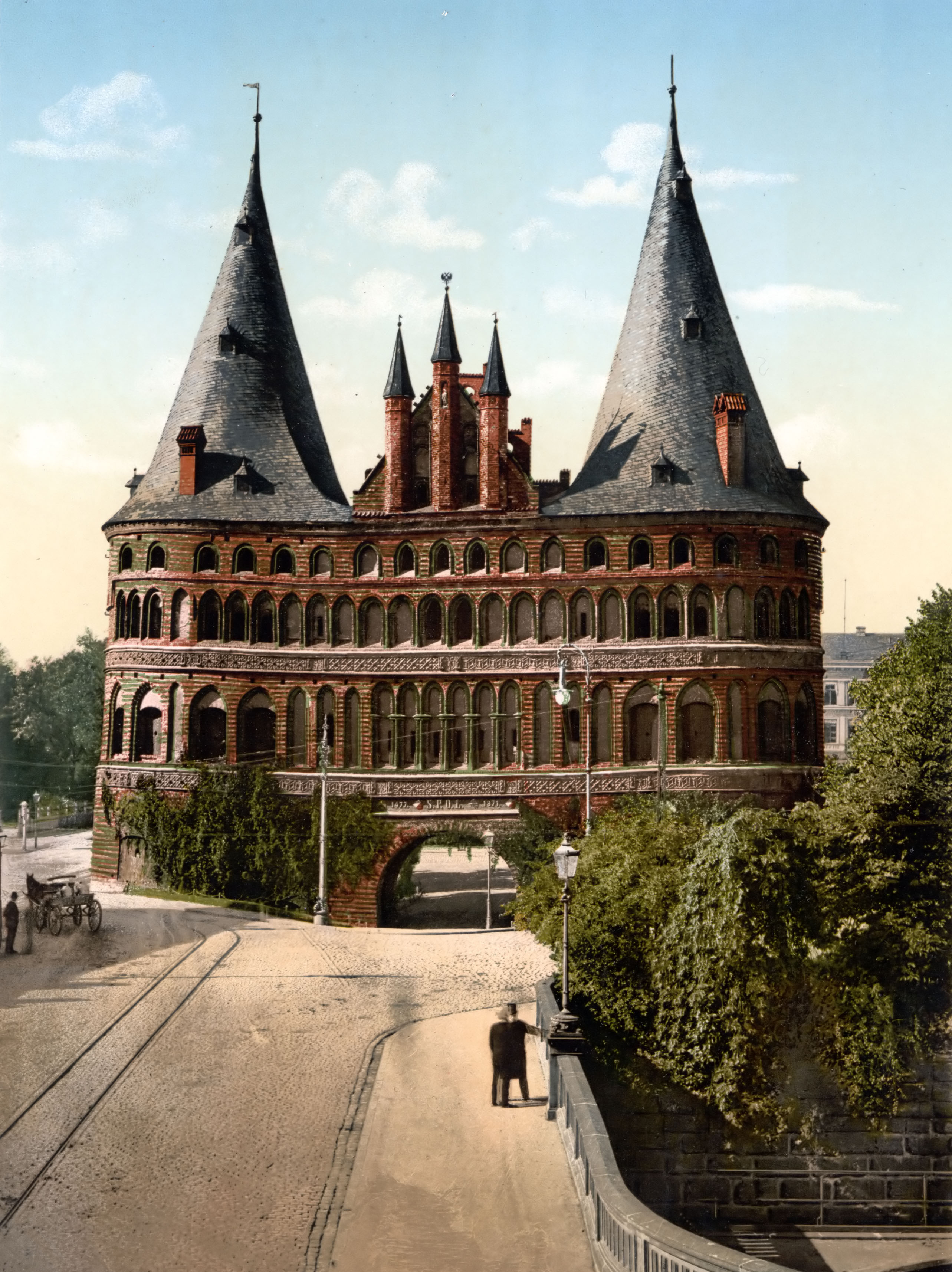
Le Holstentor vers 1900 (côté ville)

À ce moment, la relation des habitants de Lübeck avec le Holstentor changea. Il ne fut plus jamais tenu pour une ruine gênante, mais pour l'emblème d'un fier passé. En 1925, le Deutscher Städtetag (Conseil de Villes allemand) fait du Holstentor son emblème. Déjà en 1901, le producteur de massepain Niederegger avait mis le Holstentor sur le sigle de son entreprise. D'autres firmes de Lübeck l'adoptèrent également.
Comme l'inclinaison des tours progressait et qu'un effondrement n'était toujours pas à écarter, une deuxième restauration fut nécessaire. Elle survint dans les années 1933-1934, au terme de laquelle le Holstentor fut consolidé d'une manière telle qu'il pouvait enfin tenir sans risque. Au cours de cette restauration, des ancres en béton armé entourées d'anneaux de bronze furent enfoncées pour garantir la sûreté des tours. Mais des transformations ont également été entreprises, entre autres le regroupement des étages de la tour nord déjà mentionné, et ne correspondent pas au caractère d'origine de la porte. Les Nazis firent du Holstentor un musée, qu'ils le nommèrent Ruhmes- und Ehrenhalle ("Galerie de l'Honneur et de la Gloire"), pour présenter une histoire falsifiée de Lübeck et de l'Allemagne.
Le Holstentor a été de nouveau restauré en 2005-2006.

## Le Holstentor aujourd'hui
Depuis 1950, le Holstentor sert à nouveau de musée, en tant que musée historique de la ville. Sont exposés des objets du vieux Lübeck, des maquettes et des images du Lübeck médiéval, ainsi que des maquettes de bateaux de la Hanse germanique.
Devant le Holstentor, dans le parc façonné par l'architecte de jardins Harry Maasz (de) se dressent deux statues monumentales de lions en fer (Löwen) réalisées par Christian Daniel Rauch. De l'autre côté de la rue se tient la statue en bronze d'une antilope (Antilope) du sculpteur Fritz Behn.
En 2002, le musée du Holstentor a été modernisé. À cette occasion, toutes les salles ont été équipées en vue d'un nouveau concept, avec l'introduction de documents visuels et sonores. Depuis 2006, la fondation Kulturstiftung Hansestadt Lübeck s'occupe de la conduite du musée.

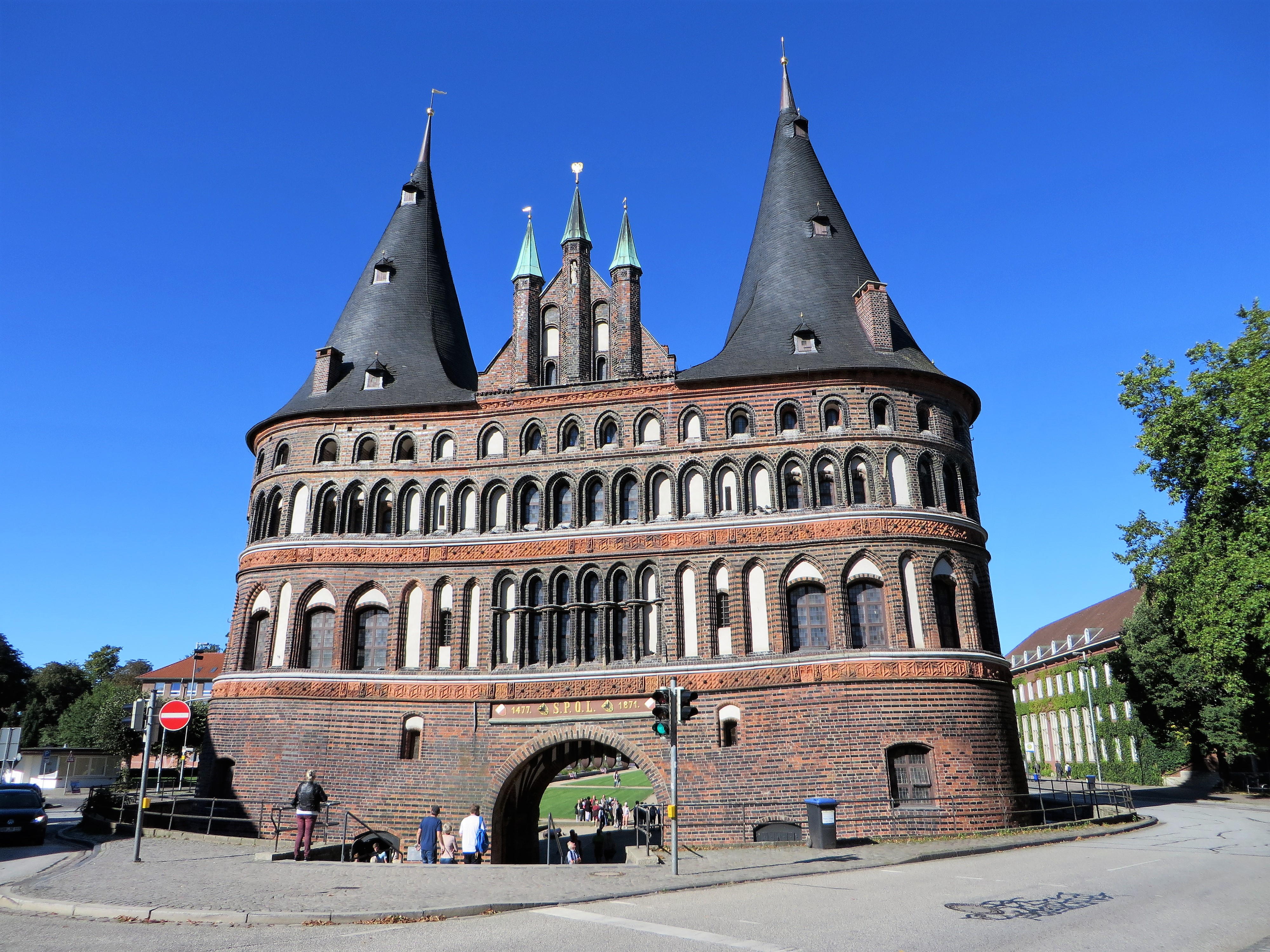
Le Holstentor côté ville
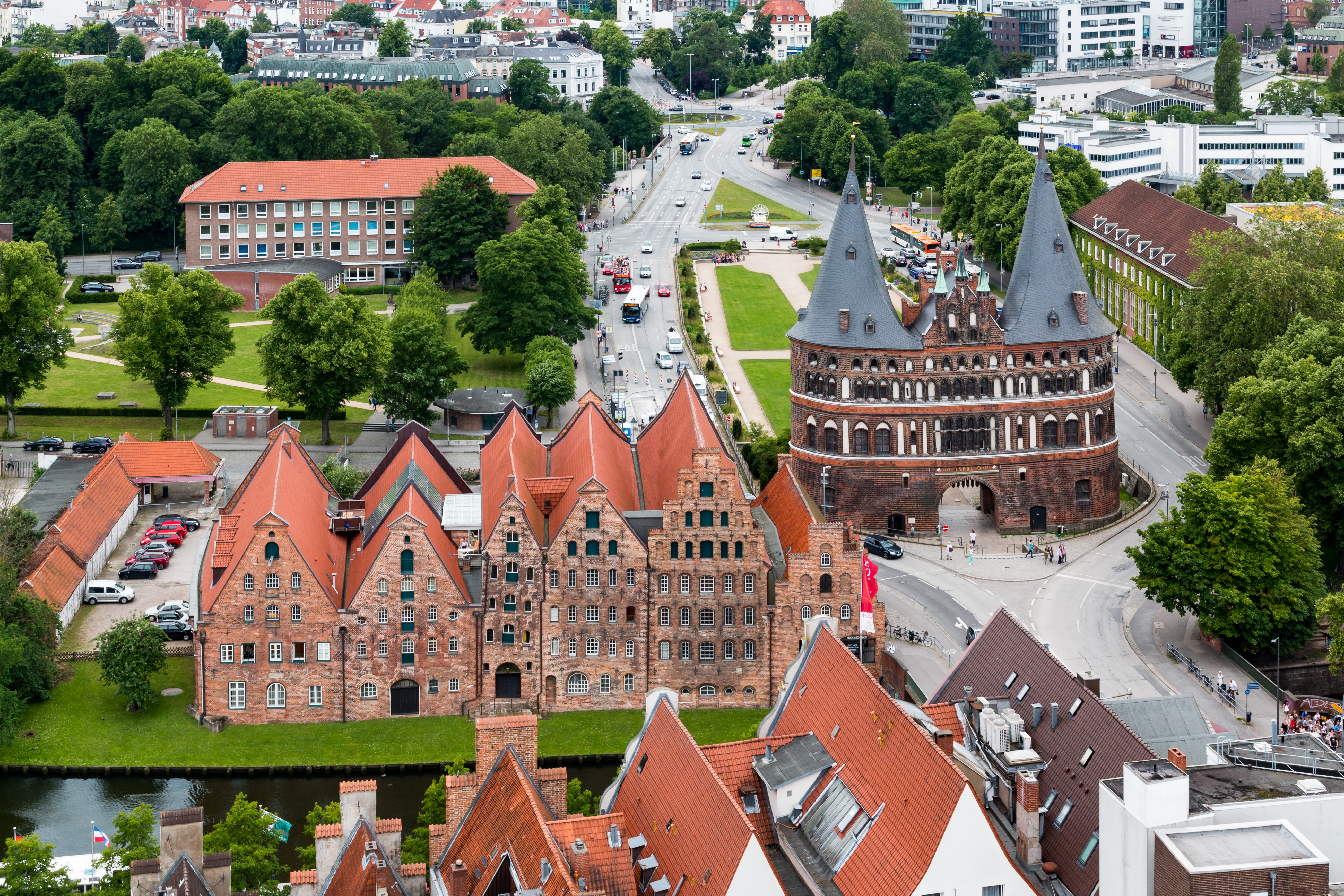
Vue depuis l'église Saint-Pierre (de)
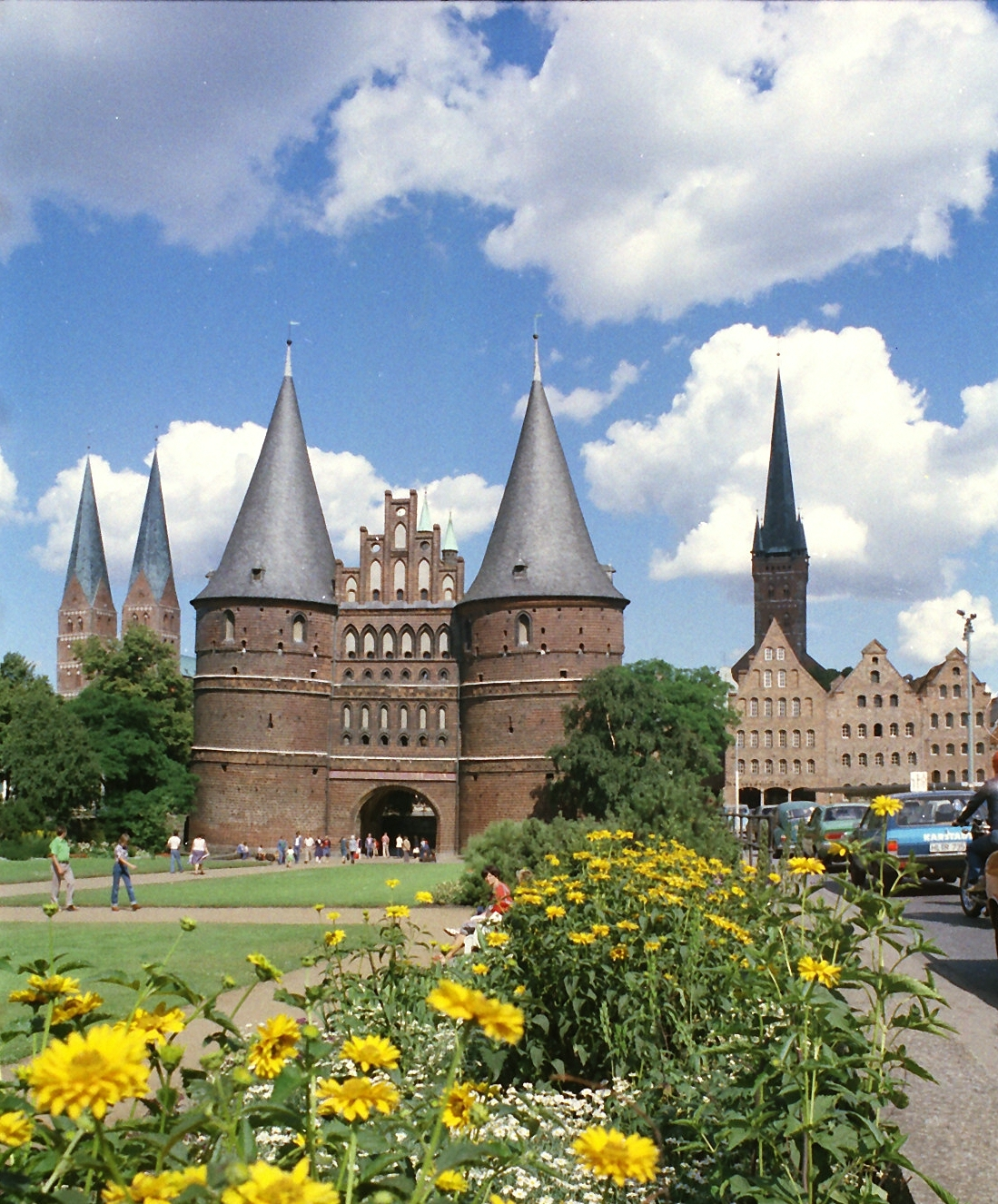
Le parc
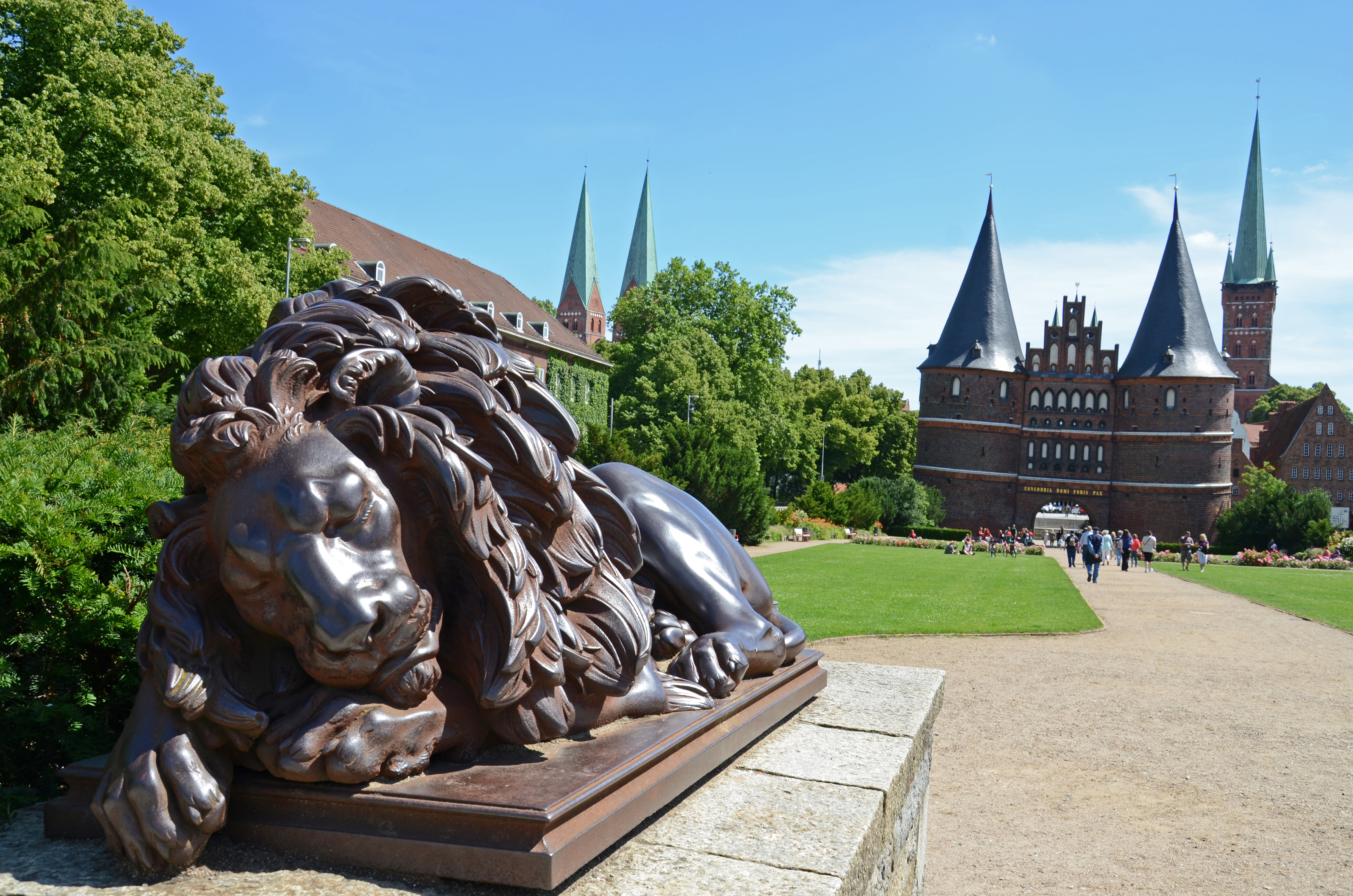
Un des deux lions de Christian Daniel Rauch
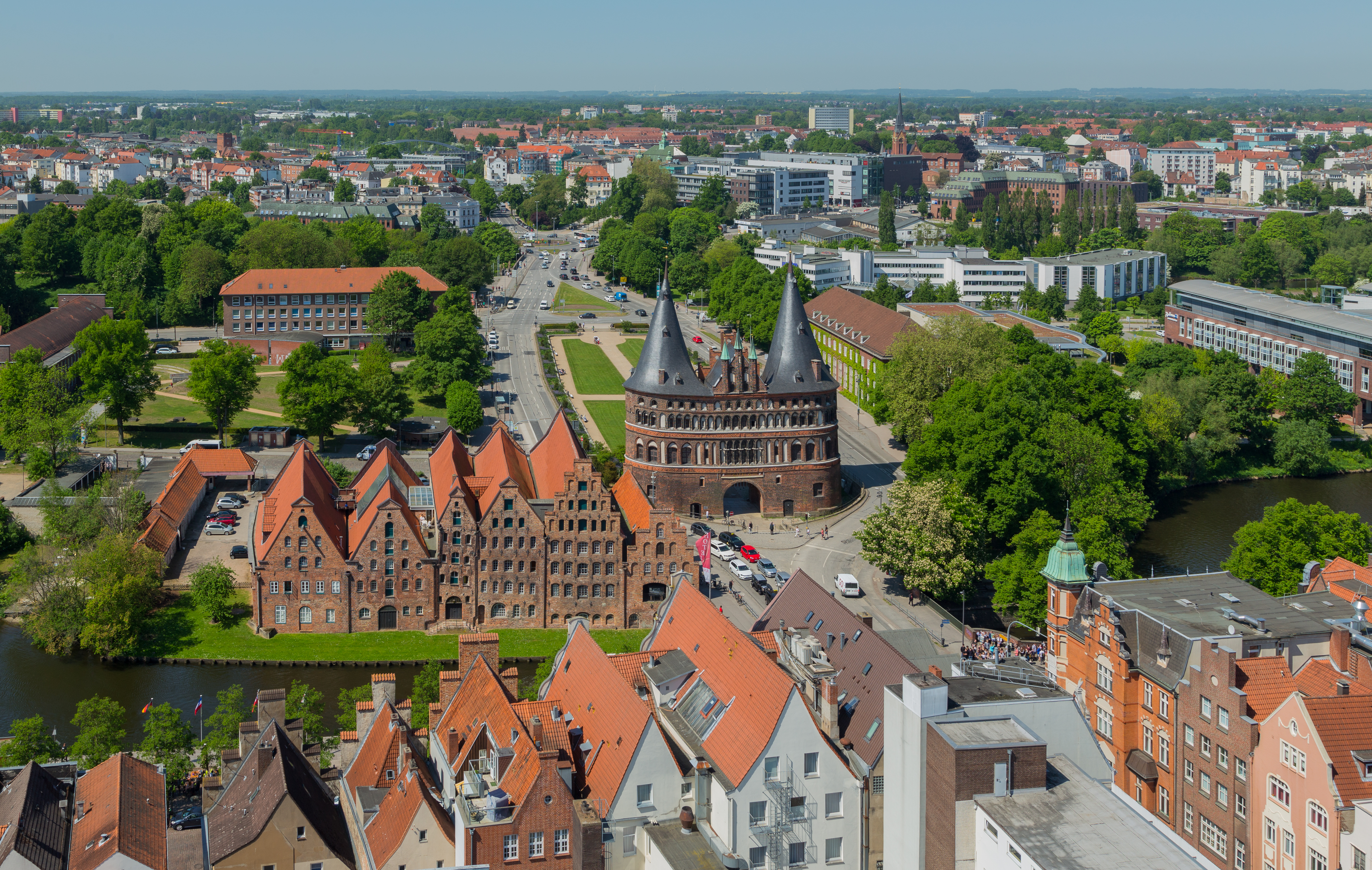
le Holstentor dans son environnement urbain, la Holstentorplatz. Photo mai 2018.

## Numismatique et philatélie
En 1948, le Holstentor apparaît sur les quatre timbres de plus hautes valeurs (1, 2, 3 et 5 DM) de la série « bâtiments ». En 2000, il figure sur un autre timbre à 5,10 DM dans la série « curiosités ». 
On peut également voir le Holstentor sur les anciens billets de 50 DM produits de 1962 à 1991. Enfin, il figure sur la pièce commémorative de 2 euros de l'Allemagne de 2006.

## Anecdote
Contrairement à une croyance courante, la forme du toit de la porte de Holstein n'est pas à l'origine de l'expression « cône de Lübeck » qui désigne les cônes de chantier. Il se trouve simplement que ces derniers ont longtemps été produits à Lübeck.